# Ivan Vassiliev
Pour les articles homonymes, voir Vassiliev.
Ivan Vassiliev (en russe : Иван Васильев, en anglais : Ivan Vasiliev) est un danseur russe, né à Vladivostok.
Après avoir été danseur étoile au Ballet du Bolchoï, il est étoile dans la compagnie du Théâtre Mikhaïlovsky depuis fin 2011.

## Biographie
Ivan Vassiliev fait ses premiers pas classiques en Ukraine et, en 2006, sort diplômé de l'École de danse de l'Opéra de Minsk pour en rejoindre la compagnie comme danseur principal. Cependant, il est rapidement repéré par de prestigieuses compagnies, à l'instar de l'American Ballet Theatre, et s'installe à Moscou avec sa mère pour rejoindre l'effectif du Théâtre Bolchoï à l'ouverture de la saison 2006/2007. Il n'a que 17 ans, et vient de remporter le Grand Prix (ou Prix spécial) du Concours international de ballet de Varna, une véritable institution dans le monde de la danse.
Jeune prodige à la technique flamboyante souvent comparé à Mikhaïl Barychnikov (notamment pour l'amplitude et la puissance de son ballon), il fait ses débuts dans la compagnie avec le rôle de Basilio dans Don Quichotte, aux côtés d'une autre jeune surdouée, Natalia Ossipova. Elle devient l'une de ses partenaires privilégiées, et ils se retrouvent abondamment distribués dans divers galas à travers le monde. Ivan Vassiliev est également très apprécié du public international, ce qui lui permet de se produire sur les scènes espagnoles, américaines, néerlandaises, françaises ou encore japonaises.
Sa danse puissante fait de lui un danseur dans la droite lignée de la tradition du Bolchoï, et il a fait à l'été 2008 des débuts très remarqués dans le rôle-titre de Spartacus, ballet-phare de l'héritage de la danse soviétique (il confiera par la suite à la télévision russe qu'il s'agit de son rôle favori). L'année suivante, en octobre 2009, il est nommé premier soliste de la compagnie, ce qui lui permet d'accéder à un répertoire plus élargi.
En 2009, il reçoit le prestigieux Prix Benois de la danse du meilleur danseur pour son travail dans Flammes de Paris et Le Corsaire, signe de la grande estime en laquelle le tient l'ensemble de la profession. Au mois d'octobre de la même année, le Théâtre Bolchoï le nomme premier soliste, alors qu'il fait ses débuts dans le rôle principal de La Bayadère (toujours en compagnie de Natalia Ossipova). Ivan Vassiliev fait ensuite ses premiers pas dans le Casse-noisette de Iouri Grigorovitch, en janvier 2010, et deux mois plus tard, tient le rôle principal des Flammes de Paris à l'occasion d'une retransmission du ballet en quasi-direct dans des dizaines de cinémas en Europe (un an plus tard, en mars 2011, il interprète dans les mêmes conditions Don Quichotte). 
C'est le 3 mai 2010 qu'il est nommé étoile (appelé premier danseur en Russie), en même temps que Natalia Ossipova, à l'occasion d'une représentation de Don Quichotte à Pékin.
Toujours cette même année, il crée au Bolchoï le rôle principal du Jeune homme et la Mort aux côtés de Svetlana Zakharova, après un véritable coup de cœur artistique de la part du chorégraphe Roland Petit. En avril 2011, il crée le rôle principal d'Illusions perdues à Moscou et, le mois suivant, fait ses débuts dans le rôle d'Albrecht, dans Giselle.
Au printemps 2011, il intègre la compagnie de l'American Ballet Theatre comme danseur invité, faisant ses débuts sur la scène new-yorkaise dans les rôles principaux du Clair ruisseau et de Coppélia. En juillet de cette même année, il incarne Roméo à Londres aux côtés de Natalia Ossipova : cette invitation ne représente pas moins de neuf représentations en sept jours à peine !
En novembre 2011, sa compagne et lui annoncent leur départ du Ballet du Bolchoï ; ils rejoignent tous deux l'effectif du Théâtre Mikhaïlovsky en tant que danseurs étoiles. À noter que l'affaire fait grand bruit, tant sur le plan national qu'international.

## Récompenses
- 2004 : troisième prix du Concours international de ballet de Varna
- 2005 : premier prix du Concours international de ballet de Moscou
- 2006 : Grand Prix du Concours international de ballet de Varna
- 2009 : Prix Benois de la danse pour les rôles de Philippe dans Les Flammes de Paris et Conrad dans Le Corsaire
- 2011 : Prix Léonide Massine du meilleur danseur

## Répertoire
- Don Quichotte : Basilio
- La Fille mal gardée : Colas
- La Bayadère : Solor, l'Idole dorée

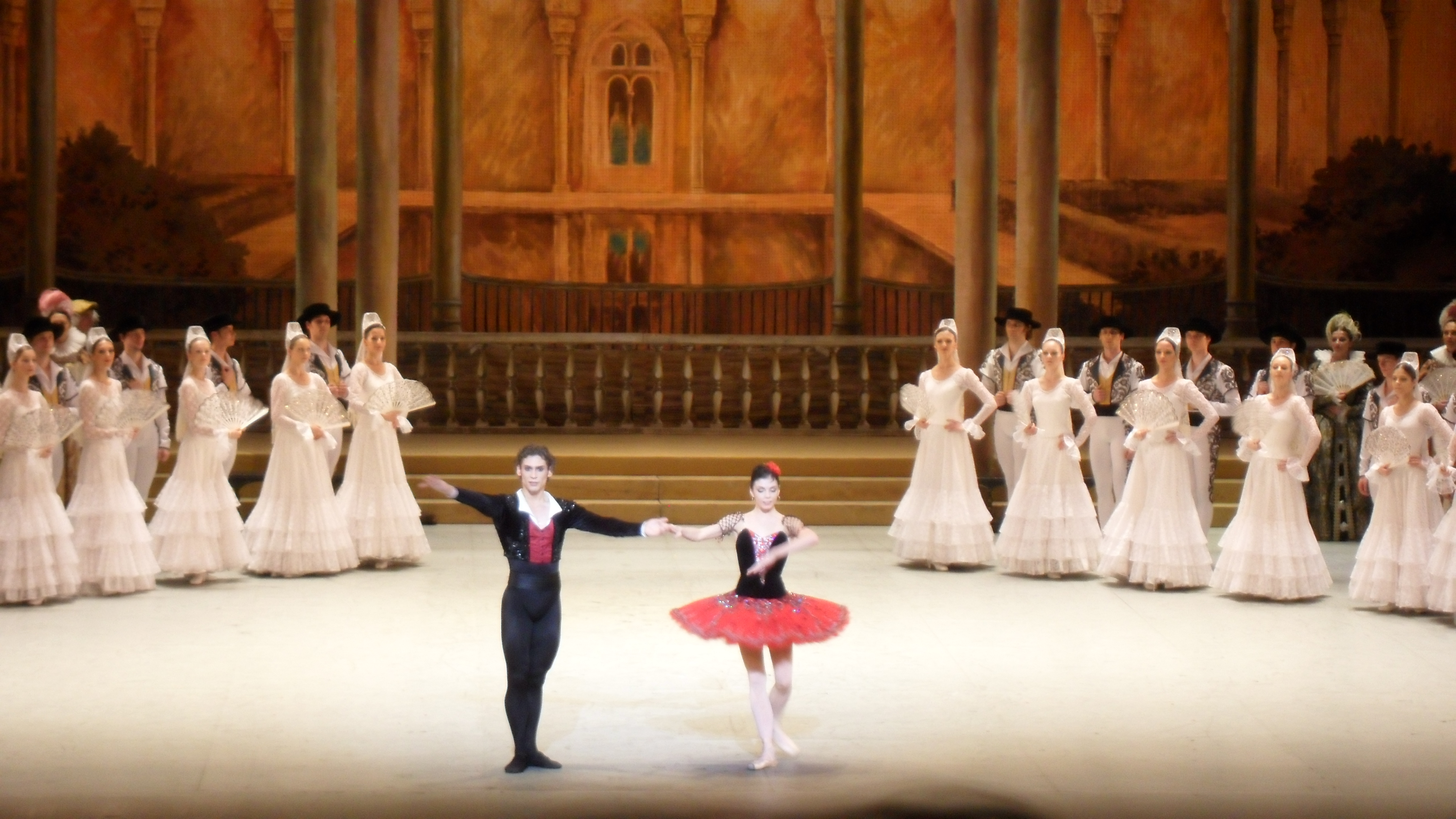
Natalia Ossipova et Ivan Vassiliev lors d'une représentation du ballet Don Quichotte

- Le Corsaire : Conrad, Ali, l'Esclave
- Spartacus : Spartacus, un berger
- Les Flammes de Paris : Philippe
- Casse-noisette : le Prince
- Le Jeune homme et la Mort : le Jeune homme
- Raymonda : Abdherrahmane
- Illusions perdues : Lucien
- Giselle : Albrecht
- Le clair ruisseau : Piotr
- Coppélia : Franz
- Roméo et Juliette: Roméo (débuts à Londres)

## Événements publics
- Todi Arte Festival 2011 - XXVI Édition - La Nuit des Étoiles - Gala de ballets avec Ivan Vassiliev et Natalia Ossipova - principal dancers Théâtre du Bolchoï avec la compagnie Young Russian Ballet - direction artistique: Roberto Baiocchi [4]

## Filmographie
- Les Flammes de Paris, avec Natalia Ossipova, Ekaterina Krysanova, Denis Savin et les danseurs du Théâtre Bolchoï.
- (à venir) Don Quichotte, avec Natalia Ossipova, Ekaterina Shipulina, Andreï Merkuriev et les danseurs du Théâtre Bolchoï.